# Теленгит-Сортогойское сельское поселение
Теленгит-Сортогойское се́льское поселе́ние — муниципальное образование в Кош-Агачском муниципальном районе Республики Алтай Российской Федерации.
Административный центр — село Теленгит-Сортогой.

## История
Статус и границы сельского поселения установлены Законом Республики Алтай от 13 января 2005 года № 10-РЗ «Об образовании муниципальных образований, наделении соответствующим статусом и установлении их границ».

## Население
| 2010 | 2011 | 2012 | 2013 | 2014 | 2015 | 2016 | 2017 | 2018 |
| ---- | ---- | ---- | ---- | ---- | ---- | ---- | ---- | ---- |
| 658  | ↗660 | ↘640 | ↘639 | ↘625 | ↘595 | ↗605 | ↘575 | ↗580 |
| 2019 | 2020 | 2021 |      |      |      |      |      |      |
| ↗584 | ↗622 | ↘614 |      |      |      |      |      |      |

## Состав сельского поселения
| № | Населённый пункт  | Тип населённого пункта       | Население |
| - | ----------------- | ---------------------------- | --------- |
| 1 | Теленгит-Сортогой | село, административный центр | ↘614      |